# تمبلکه
تمبلکه (به اسپانیایی: Tembleque, Spain) یک شهرستان در اسپانیا است که در استان تولدو واقع شده‌است.

## خصوصیات
تمبلکه ۲۶۹ کیلومترمربع مساحت و ۲٬۳۹۰ نفر جمعیت دارد و ۶۳۷ متر بالاتر از سطح دریا واقع شده‌است.